# Joaquín Sorolla
Joaquín Sorolla y Bastida (Valência, 27 de Fevereiro de 1863 - Cercedilla, 10 de Agosto de 1923) foi um pintor espanhol.
Nascido em uma família pobre em Valência, Sorolla ficou órfão aos dois anos de idade. Aos 15 anos iniciou seus estudos na Academia de San Carlos, em sua cidade natal após demonstrar um talento precoce.
Na fase inicial da sua carreira, Sorolla foi dos mais tradicionais. Ele cumpriu toda a trajetória considerada necessária na época para o pintor que se valorizasse como acadêmico. Entretanto, a partir de 1900, seu estilo se revelou de forma espetacular, manifestando-se em pinceladas rápidas e carregadas de tinta, que em poucos traços plasmavam a rica e vibrante gama de cores das praias e transeuntes que ocupavam suas telas, inspirando-se principalmente em Valência.
Em poucos anos sua técnica notável o tornaria mundialmente famoso, chegando a pintar um enorme friso para a Hispanic Society de Nova Iorque, recriando diferentes regiões da Espanha, embora com um resultado irregular. Conhecido como o Pintor da Luz, foi o mais prolífico dos pintores espanhóis, com mais de 2.200 obras em seu poder, além de ser um retratista notável. Entre essas deve-se ressaltar seu retrato de Juan Ramón Jiménez.

## Obras

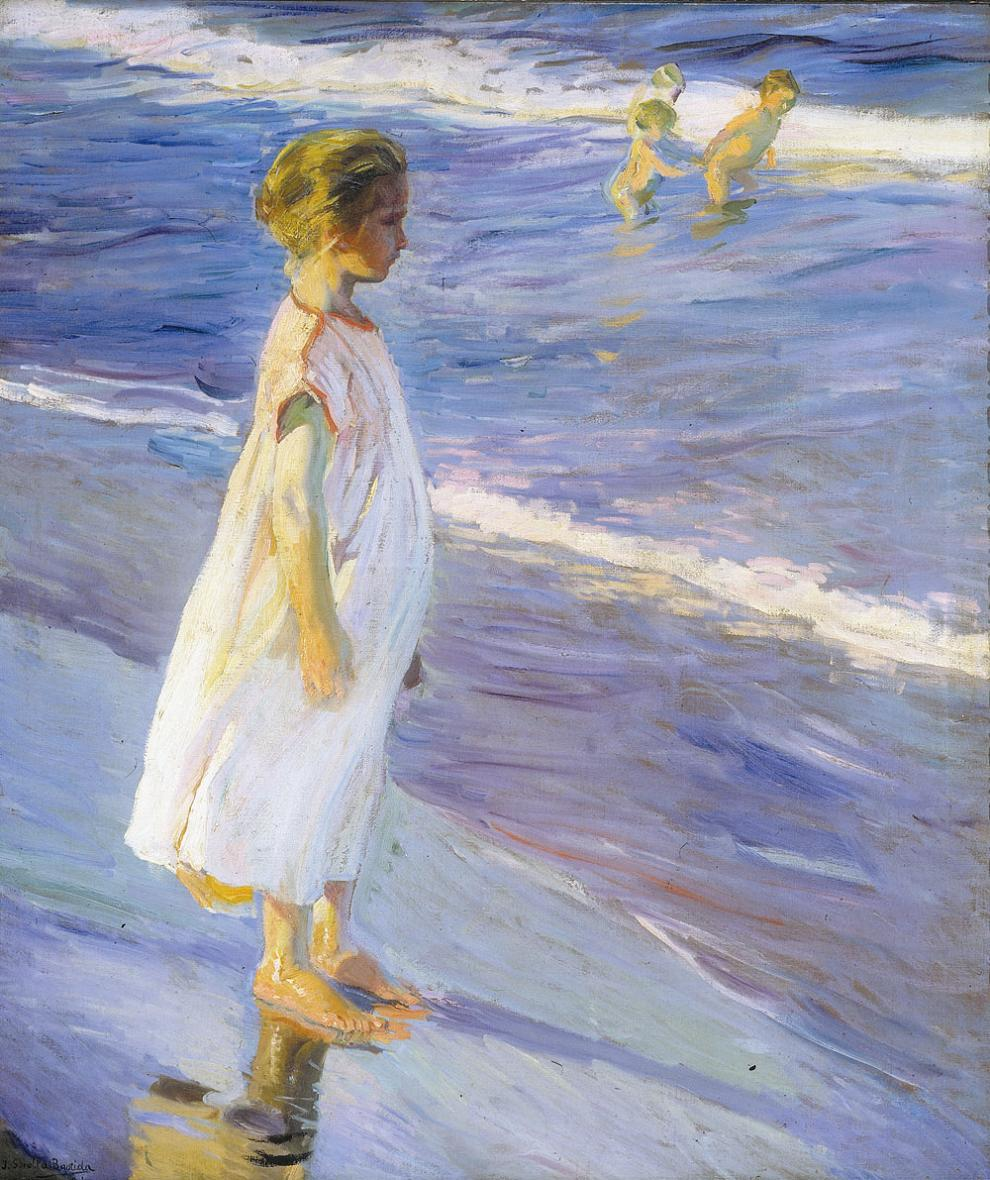
Menina, Mus. Nac. de Belas-Artes - Havana
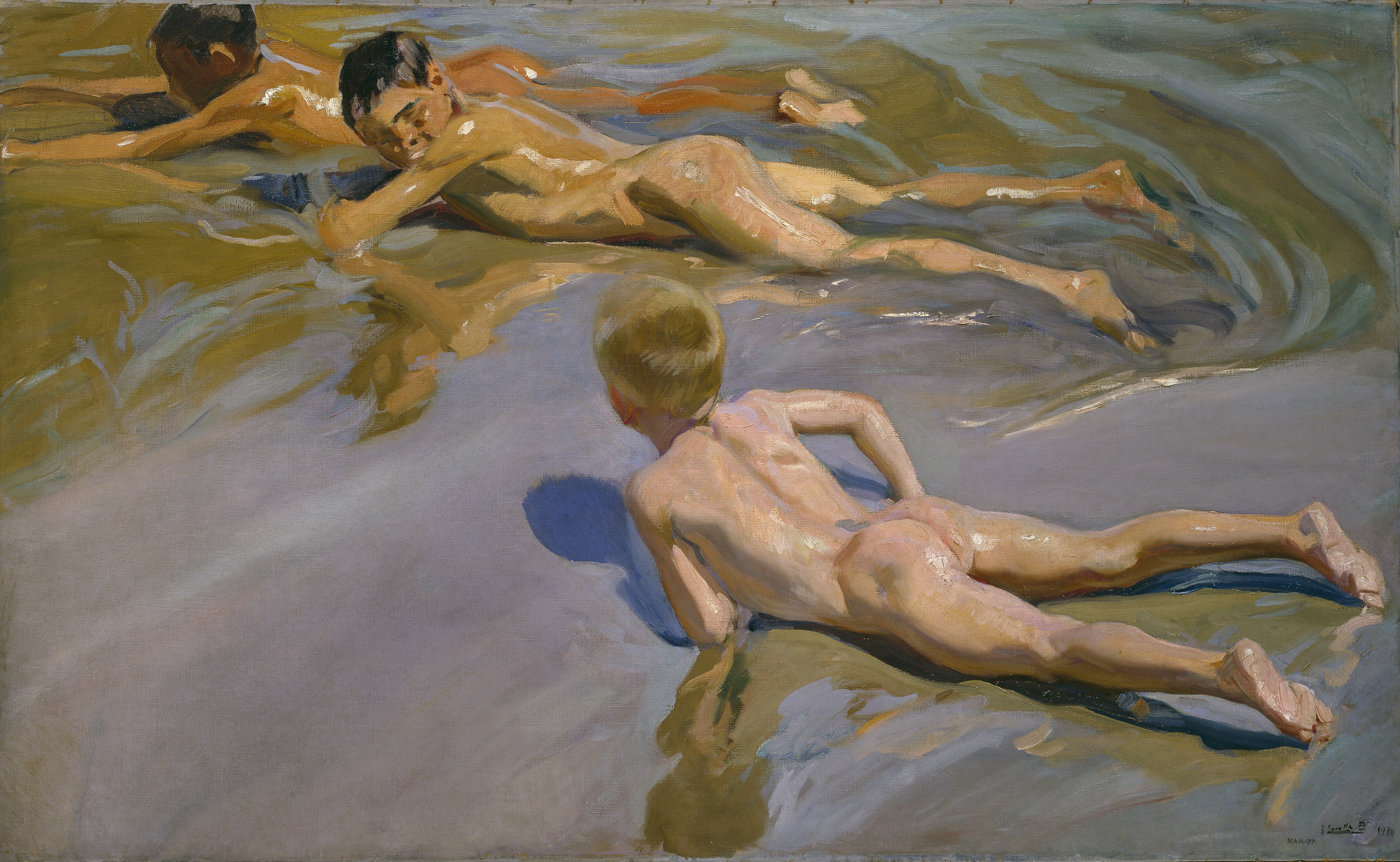
Meninos na praia (1910), Casarão do Bom Retiro - Madri
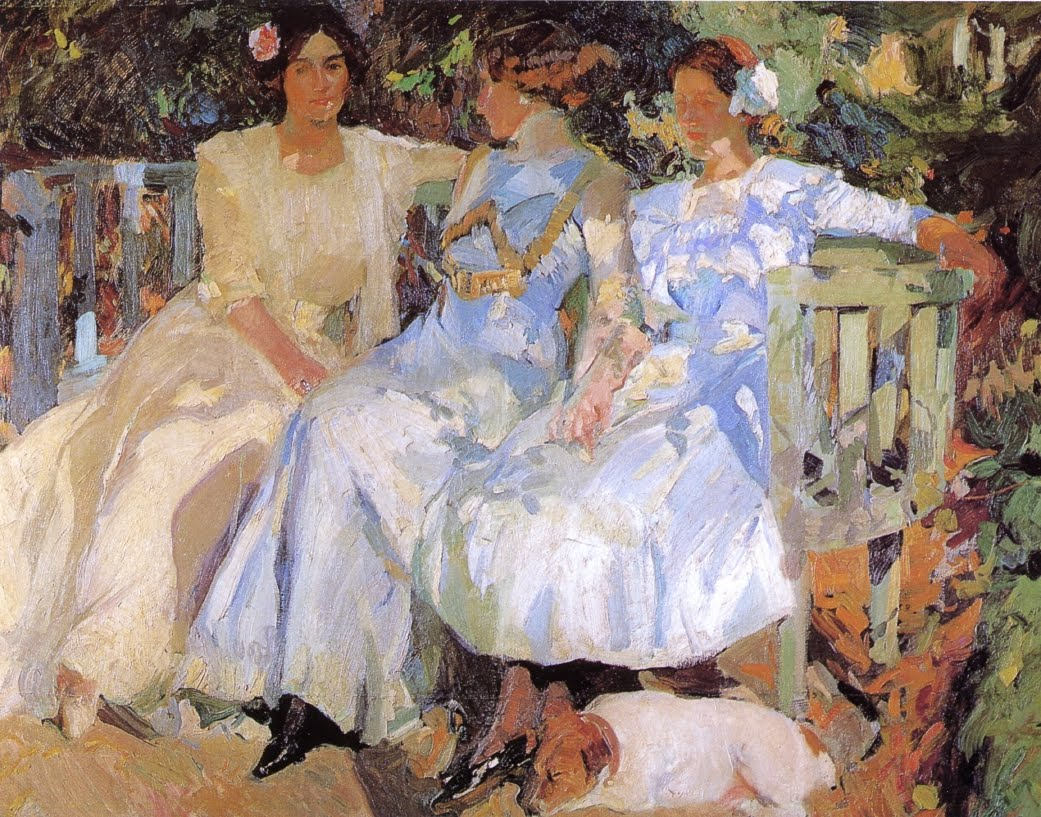
Minha mulher e minhas filhas, Coleção Particular
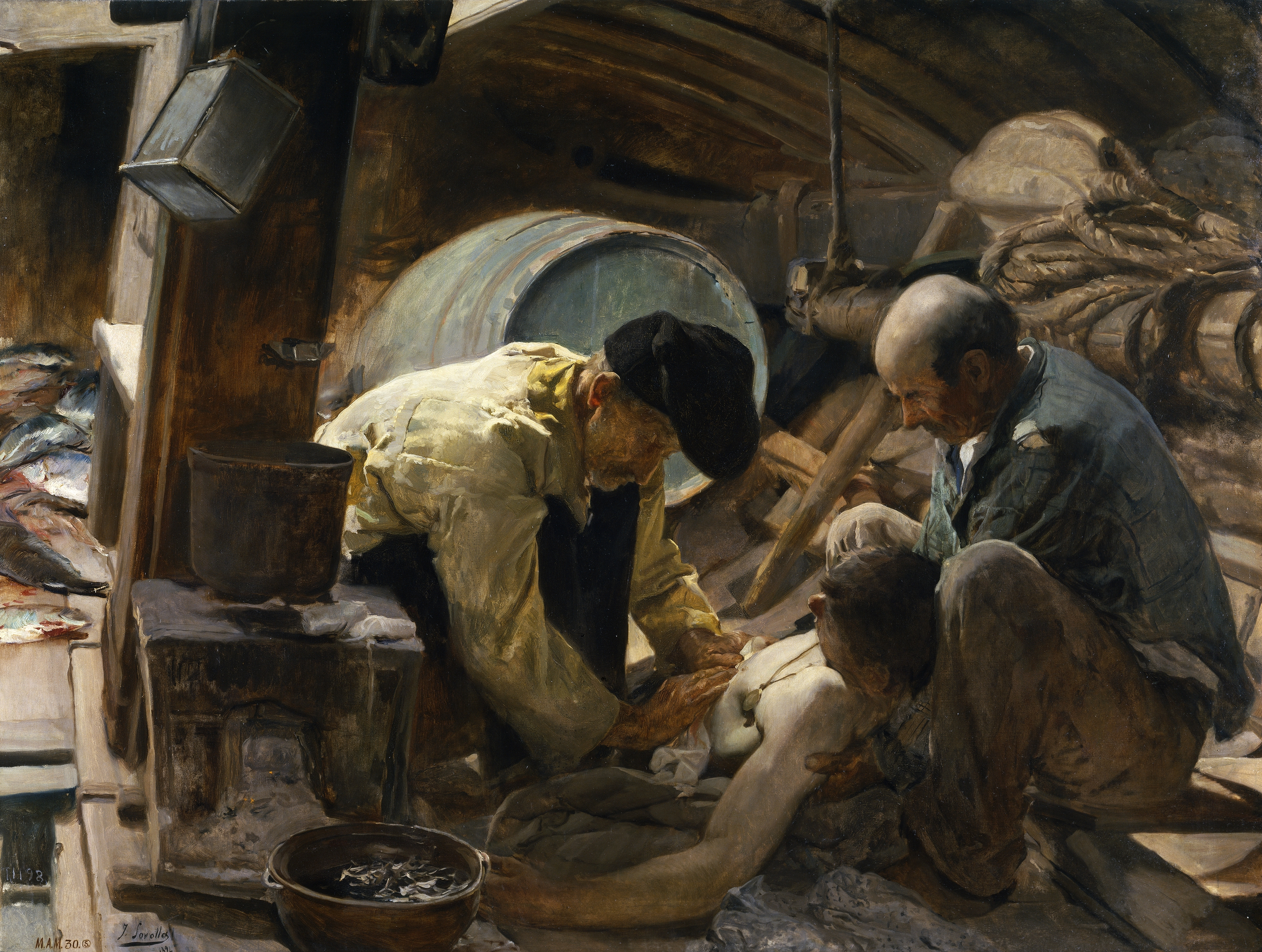
"E ainda dizem que peixe é caro" (1894), Casarão do Bom Retiro - Madri